# DANCE
DANCE ist ein internationales Festival für zeitgenössischen Tanz in der Landeshauptstadt München, das 1987 vom Kulturreferat München ins Leben gerufen und seitdem biennal veranstaltet wurde. Die Tanzbiennale wird aktuell von Nina Hümpel kuratiert, Gründerin und Herausgeberin der Online-Plattform tanznetz.de.

## Geschichte
DANCE wurde 1987 vom Kulturreferat München gegründet und zählt inzwischen zu den ältesten Festivals für zeitgenössischen Tanz in Deutschland. DANCE findet im Turnus mit dem Theaterfestival SpielArt und der Münchener Biennale für neues Musiktheater statt. 1998 und 2015 gab es zeitliche Verschiebungen um jeweils ein Jahr, das Festival wurde dann im Herbst oder im Frühjahr veranstaltet. Seit 2015 findet DANCE regelmäßig an 11 Tagen im Mai statt, zuletzt in seiner 17. Ausgabe vom 6. – 16. Mai 2021 als rein digitales Festival aufgrund der Corona-Pandemie. Die 18. Ausgabe wird vom 11. bis 21. Mai 2023 in München präsentiert. Die Geschichte des DANCE Festivals seit 1987 wurde 2019 aufgearbeitet und ist im Tanzportal Bayern archiviert.

## Künstlerische Leitung
- 1987: Bettina Wagner-Bergelt
- 1989: Bettina Wagner-Bergelt und Hortensia Völckers
- 1991–95: Martin Bergelt und Hortensia Völckers
- 1998: Cornelia Albrecht
- 2000: Gabriele Naumann
- 2002–2006: Cornelia Albrecht
- 2008–2010: Bettina Wagner-Bergelt
- 2012: Dieter Buroch & Nina Hümpel
- seit 2015: Nina Hümpel

## Programmausrichtung
Das Programm des DANCE Festivals zeigt aktuelle Strömungen der internationalen Tanz- und Performanceszene in München. Im Fokus der Programmgestaltung stehen außerdem der wissenschaftliche Diskurs, die Zusammenarbeit zwischen der Münchner Szene und internationalen Gästen sowie die Präsentation von Uraufführungen und Deutschlandpremieren.  Als neues Format wurde 2019 die DANCE History Tour, ein Fahrradparcours zu ausgewählten Orten der Münchner Tanzgeschichte, vorgestellt, das die Idee eines Archivs in Bewegung wörtlich nimmt.  Die Programme aller Ausgaben seit Gründung des Festivals sind im Tanzportal Bayern zu finden.

## Kompanien/Künstler des Festivals
Zu den Choreografen, die seit 1987 bei DANCE zu Gast waren, gehören u. a.: Eun-Me Ahn, Daina Ashbee, Gabriela Carrizo und Franck Chartier, Sidi Larbi Cherkaoui, Lucinda Childs, Marie Chouinard, Michael Clark, Serge Aimé Coulibaly, Merce Cunningham, Sharon Eyal, Jan Fabre, William Forsythe, Emmanuel Gat, Frédéric Gravel, Trajal Harrell, Deborah Hay, Raimund Hoghe, Lin Hwai-min, Anne Teresa De Keersmaeker, Akram Khan, Anna Konjetzky, Louise Lecavalier, Jan Martens, Rabih Mroué, Ohad Naharin, Ceren Oran, Christal Pite, Alain Platel, Angelin Preljocaj, Christian Rizzo, Lia Rodrigues, Eszter Salomon, Simone Sandroni, Hofesh Shechter, Niv Sheinfeld & Oren Laor, Richard Siegal, Saburo Teshigawara, Wim Vandekeybus, Helena Waldmann, Sasha Waltz, VA Wölfl, Yang Zhen u. a.